# 김관주 (목회자)

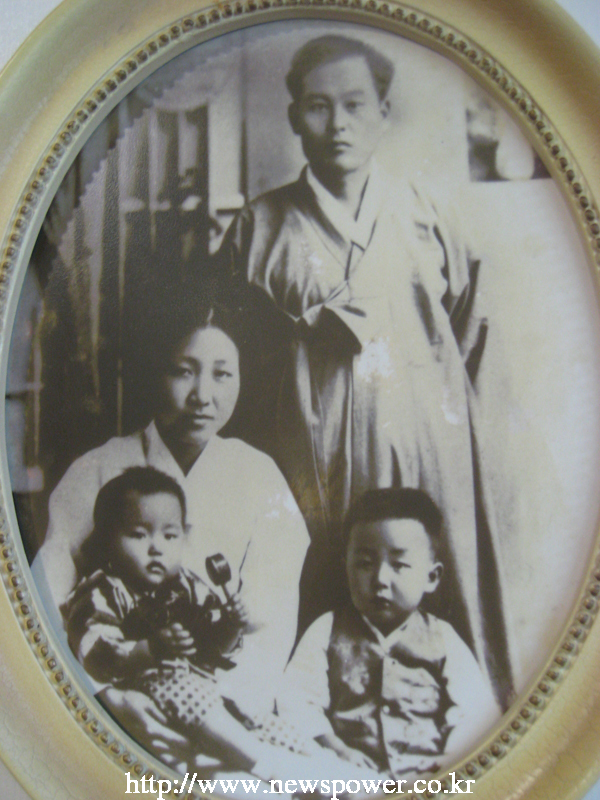
순교자 김관주목사와 아들 김명혁박사

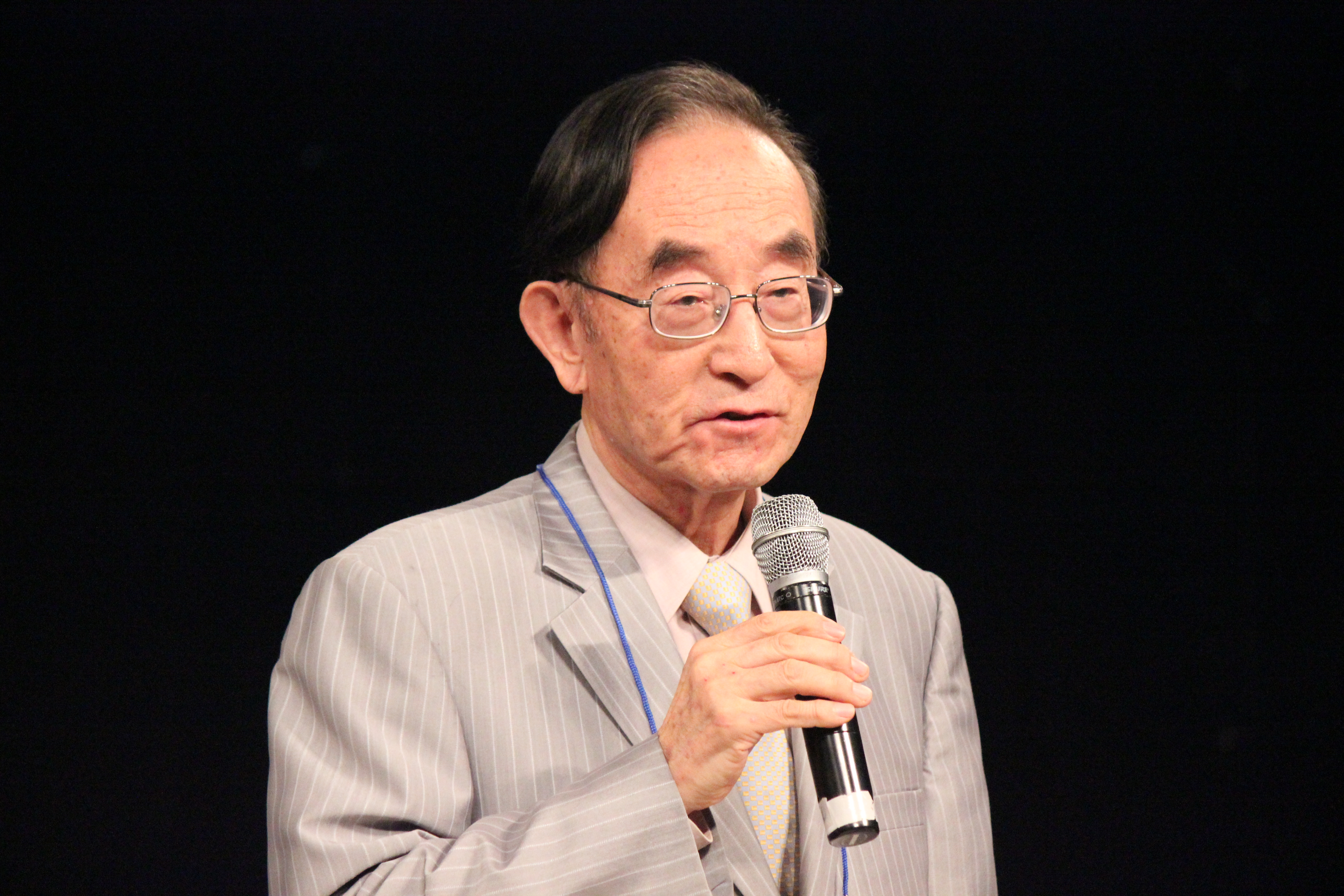
김관주 목사의 아들 강변교회 김명혁 목사, 온누리교회, 서빙고

김관주(金冠柱, 1905년 9월 25일~1950년 6월 23일)는 일제강점기와 조선민주주의인민공화국의 개신교 목회자이며 순교자이기도 하다. 그의 아들 김명혁 박사 또한 개신교 목회자이며 대학 교수 겸 신학자인 기독교 교육인이다.

## 생애
대한제국 평안남도 안주군 안주면 미상리(지금의 조선민주주의인민공화국 평안남도 안주시 미상동)에서 아버지 김현하와 어머니 김정숙의 장남으로 태어났다. 일본으로 가서 교토 도시샤 대학교 법학과를 중퇴하고 일본 도쿄 니혼 신학교를 나온 그는 일제강점기 평남 평양에 귀거 및 귀국하고 한경직 목사의 초청으로 1938년부터 신의주 제이교회에서 부목사로 시작하여 후에 담임목회 사역을 9년 동안하였고 1947년 평양 서문밖교회로 옮겨 목회를 하였다. 일제강점기에는 신사참배를 반대하여 감옥에 투옥되었다가 일제가 패망하면서 석방되었다. 그러나 이후 38선 이북 지역에 들어선 김두봉과 김일성의 공산 정권이 그를 가만히 두지 않았다. 소련이 참여하는 공산화 사회주의 정치에 협조할 것을 강요 받았으나 이를 거부하자 압력이 가해졌다. 그는 오히려 조만식 장로가 이끄는 조선민주당을 창당하는 데 참여했고 이후 조선민주당을 탈당하였다. 조선민주주의인민공화국의 김두봉·김일성 체제의 공산 정권은 결국 협조하지 않는 그를 1947년 11월 18일 평양에서 체포해 평양 외곽에 있는 사동 탄광으로 데려가서 강제 노역을 하도록 처리했고, 그는 1950년 6월 23일경에 순교하였다. 신학자이며 목회자인 김명혁 교수의 부친이다.

## 학력
- 평남평양숭실고등보통학교 졸업
- 평남평양숭실전문학교 문과 중퇴 (사후 1996년 2월 29일 숭실대학교 신학과 명예 학사 학위 추서)
- 일본 교토 도시샤 대학교 법학과 중퇴
- 일본 도쿄 니혼 신학교 전문학사

## 주요 경력
- 신의주 제이교회 시무
- 평양 서문밖교회 시무

## 같이 보기
- 김명혁
- 한경직

## 참고 문헌
- 김명혁, “나의 사랑하는 아버지, 김관주 목사님!”
- 김양선, 「한국기독교 해방 십년사」
- 한경직, 「장로시무 핸드백」, pp. 313-314.
- “종교백년”, 경향신문 1974년 12월 7일
- 김명혁 목사의 홈페이지
- 안명준- 김관주 목사의 생애와 신학